# Gare de Higashi-Sukumo
La gare de Higashi-Sukumo (東宿毛駅, Higashi-Sukumo-eki)  est une gare ferroviaire japonaise de la ligne Sukumo (à voie unique et étroite 1 067 mm), située sur le territoire de la ville de Sukumo, dans la préfecture de Kōchi au sud de l'île Shikoku. 
C'est une halte voyageurs de la Tosa Kuroshio Railway, desservie par des trains voyageurs Local.

## Situation ferroviaire
Établie à 6 mètres d'altitude, en aérien, la gare de Higashi-Sukumo (TK46) est située au point kilométrique (PK) 22,2 de la ligne Sukumo  (à voie unique et étroite 1 067 mm), entre les gares de Hirata et de Sukumo.

## Histoire
La gare de Higashi-Sukumo est mise en service le 1er octobre 1997, lors de l'ouverture à l'exploitation de la ligne Sukumo.

## Service des voyageurs

### Accueil
C'est une halte voyageurs de la Tosa Kuroshio Railway. Établie en hauteur, elle est accessible par un escalier et dispose d'un quai avec un abri.

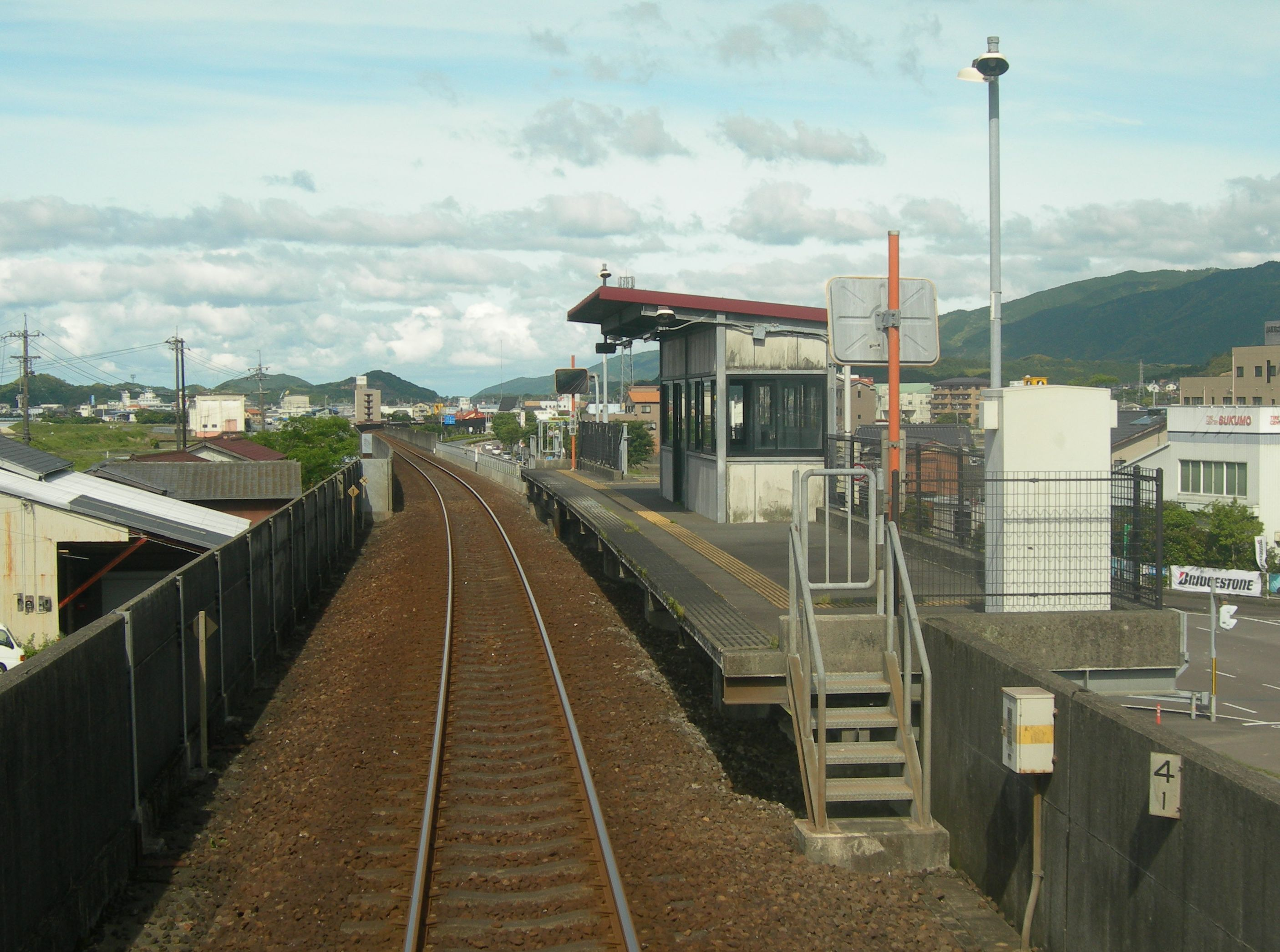
Voie, quai et abri de la halte.

### Desserte
Higashi-Sukumo (TK46) est desservie par les trains Local de la ligne Tosa Kuroshio Sukumo qui circulent entre les gares de Nakamura et de Sukumo.

### Intermodalité
Un parc pour les vélos et un parking pour les véhicules y sont aménagés.